# Chinguetti (meteoryt)
Chinguetti – meteoryt kamienno-żelazny, który spadł w rejonie miasta Szinkit w Mauretanii. 
Badania nad meteorytem Chinguetti zapoczątkował stacjonujący w Szinkicie (fr. Chinguetti) kpt. Gaston Ripert z oddziału meharistów, który usłyszał od poganiaczy wielbłądów o skale, która spadła z nieba, znanej także jako żelazo boga, ponieważ miejscowi kowale pozyskiwali z niej metal. W 1916 r. Ripert zdołał pozyskać lokalnego przewodnika, który zabrał go do meteorytu, pod warunkiem, że nie zanotuje trasy ani nie weźmie ze sobą mapy i kompasu. Po całonocnej podróży Ripert dotarł na miejsce upadku meteorytu, który zastał częściowo przysypany przez wydmę. Mimo to ocenił rozmiar widocznej części na 100 m długości i 40 m wysokości – wówczas byłby to największy znany meteoryt znajdujący się na powierzchni Ziemi. Wierzchołek bryły był najeżony igiełkami, które Ripert próbował odłamać, ale ze względu na ciągliwość metalu, można je było tylko wyginać.
Ripert zabrał ze sobą odłupany płaski fragment o wadze 4,5 kg – ostatecznie trafił on do kolekcji paryskiego Muzeum Historii Naturalnej. Badania próbki potwierdziły pozaziemskie pochodzenie fragmentu, który zaklasyfikowano do mezosyderytów. Ponadto opis plastycznych igieł na powierzchni meteorytu również potwierdził z czasem, że relacja o meteorycie jest prawdziwa – podobne struktury opisano jako struktury Thomsona. Jednocześnie jednak badanie radionuklidów w paryskiej próbce prowadzone pod kierunkiem Keesa Weltena z Uniwersytetu Kalifornijskiego w Berkeley w 2001 r. wskazywało na to, że meteoryt nie mógł mieć średnicy większej niż 1,6 m.
Z powodu warunków narzuconych przez lokalnego przewodnika Ripert nie potrafił wskazać dokładnej lokalizacji meteorytu, a mógł jedynie określić, że znajdował się on w odległości 10-12 godzin jazdy wielbłądem na południe od Chinguetti, przy czym karawana kluczyła po drodze, a on sam być może część drogi pokonał z zasłoniętymi oczami. Podejmowane od lat 1920. ekspedycje nie zdołały zlokalizować meteorytu. Powodem braku powodzenia był najprawdopodobniej ruch wydm, które w tym regionie Sahary przesuwają się z prędkością co najmniej 1 m/rok, zatem wkrótce po wyprawie Riperta meteoryt mógł zostać całkowicie zasypany. Najbardziej zaangażowany dla poszukiwań był Theodore Monod, który szukał go przez blisko 60 lat.  W styczniu 2023 roku badacze złożyli wniosek do mauretańskiego Ministerstwa Energii i Górnictwa o udostępnienie danych z przeglądu aeromagnetycznego tego regionu. W 2024 r. zespół z Imperial College i Uniwersytetu Oksfordzkiego na podstawie współczesnych zdjęć satelitarnych, orbitalnych skanów radarowych (m.in. wykonanych przez prom Endeavour) i danych topograficznych zawęził obszar poszukiwań do dwóch miejsc. 